# Sairocarpus costatus
Sairocarpus costatus är en grobladsväxtart som först beskrevs av Ira Loren Wiggins, och fick sitt nu gällande namn av David A. Sutton. Sairocarpus costatus ingår i släktet Sairocarpus och familjen grobladsväxter. Inga underarter finns listade i Catalogue of Life.